# Tourencinho
Tourencinho (Xudreiros), é uma aldeia do concelho de Vila Pouca de Aguiar, na freguesia de Telões. Com uma área de 2 quilómetros quadrados, é morada para uma média de 300 habitantes.
Possui estação na Linha do Corgo, embora desactivada e sem serviço ferroviário.
No século XIX produzia-se aqui louça preta.